# Osinalice
Osinalice jsou malá vesnice a část obce Medonosy v okrese Mělník ve Středočeském kraji. Nachází se čtyři kilometry východně od Medonos. Osinalice jsou také název katastrálního území o rozloze 5,18 km². V katastrálním území Osinalice leží i Nové Osinalice a Osinaličky.

## Historie
První písemná zmínka o vesnici pochází z roku 1396.

## Obyvatelstvo
Při sčítání lidu v roce 1921 ve vsi žilo 132 obyvatel (z toho 62 mužů) německé národnosti a římskokatolického vyznání. Podle sčítání lidu z roku 1930 měla vesnice 122 obyvatel: jednoho Čechoslováka a 121 Němců. Všichni byli římskými katolíky.
| Rok            | 1869 | 1880 | 1890 | 1900 | 1910 | 1921 | 1930 | 1950 | 1961 | 1970 | 1980 | 1991 | 2001 | 2011 | 2021 |
| -------------- | ---- | ---- | ---- | ---- | ---- | ---- | ---- | ---- | ---- | ---- | ---- | ---- | ---- | ---- | ---- |
| Počet obyvatel | 156  | 161  | 159  | 139  | 130  | 132  | 122  | 33   | 56   | 43   | 12   | 8    | 11   | 14   | 30   |
| Počet domů     | 25   | 28   | 30   | 28   | 28   | 28   | 27   | 22   | 16   | 11   | 6    | 38   | 21   | 22   | 22   |

## Obecní správa
Při sčítání lidu v letech 1850–1960 Osinalice byly samostatnou obcí, se kterým patřily nejprve do okresu Dubá, ale v roce 1950 v okrese Doksy a od roku 1960 v okrese Mělník. Od 1. července 1960 do 31. prosince 1979 byly částí obce Vidim v okrese Mělník. Od 1. ledna 1980 do 31. prosince 1992 byly částí obce Želízy v okrese Mělník. Od 1. ledna 1993 jsou částí obce Medonosy v okrese Mělník. V letech 1850–1960 k obci patřily Nové Osinalice a Osinaličky.

## Galerie

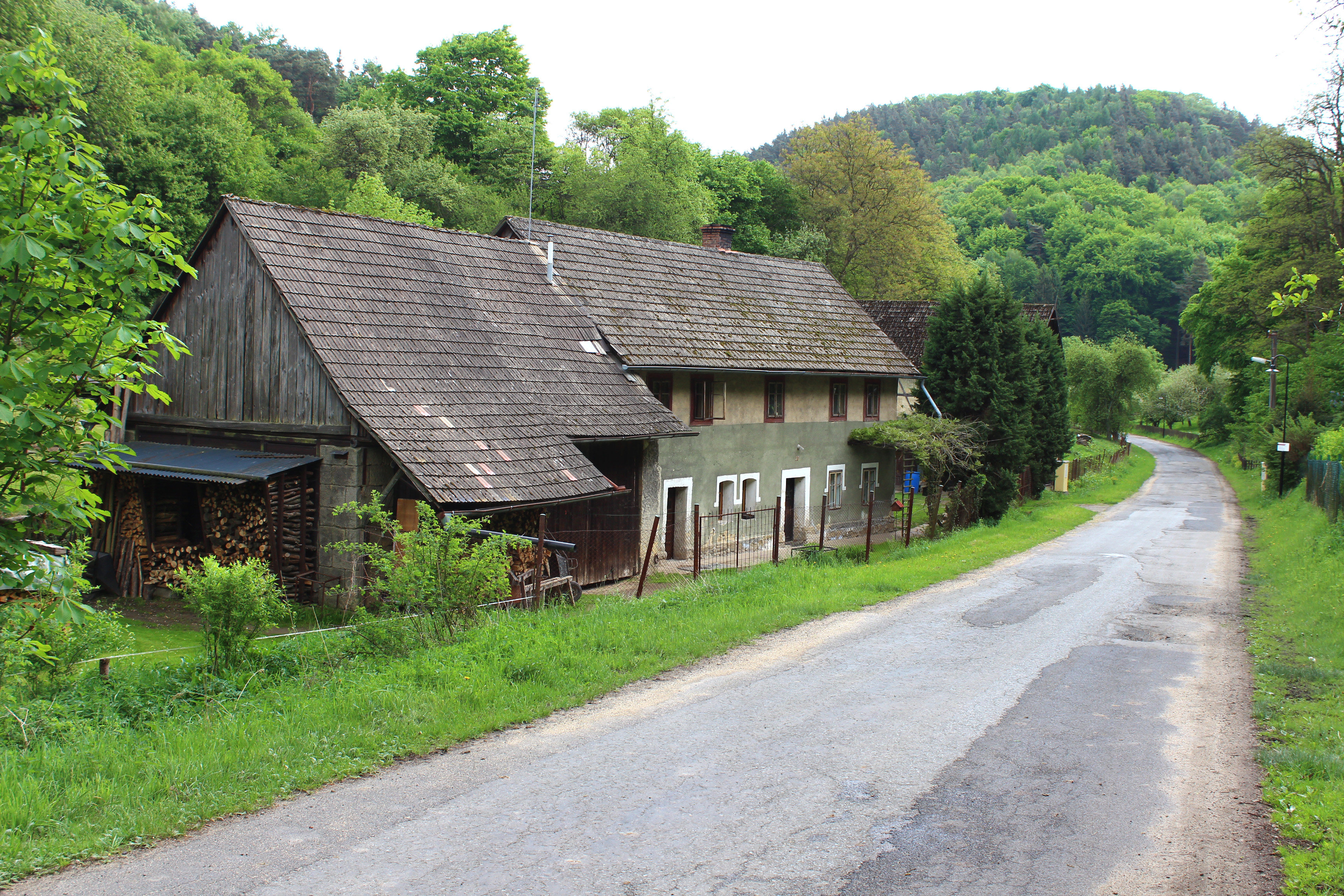
Poslední dům ve vsi
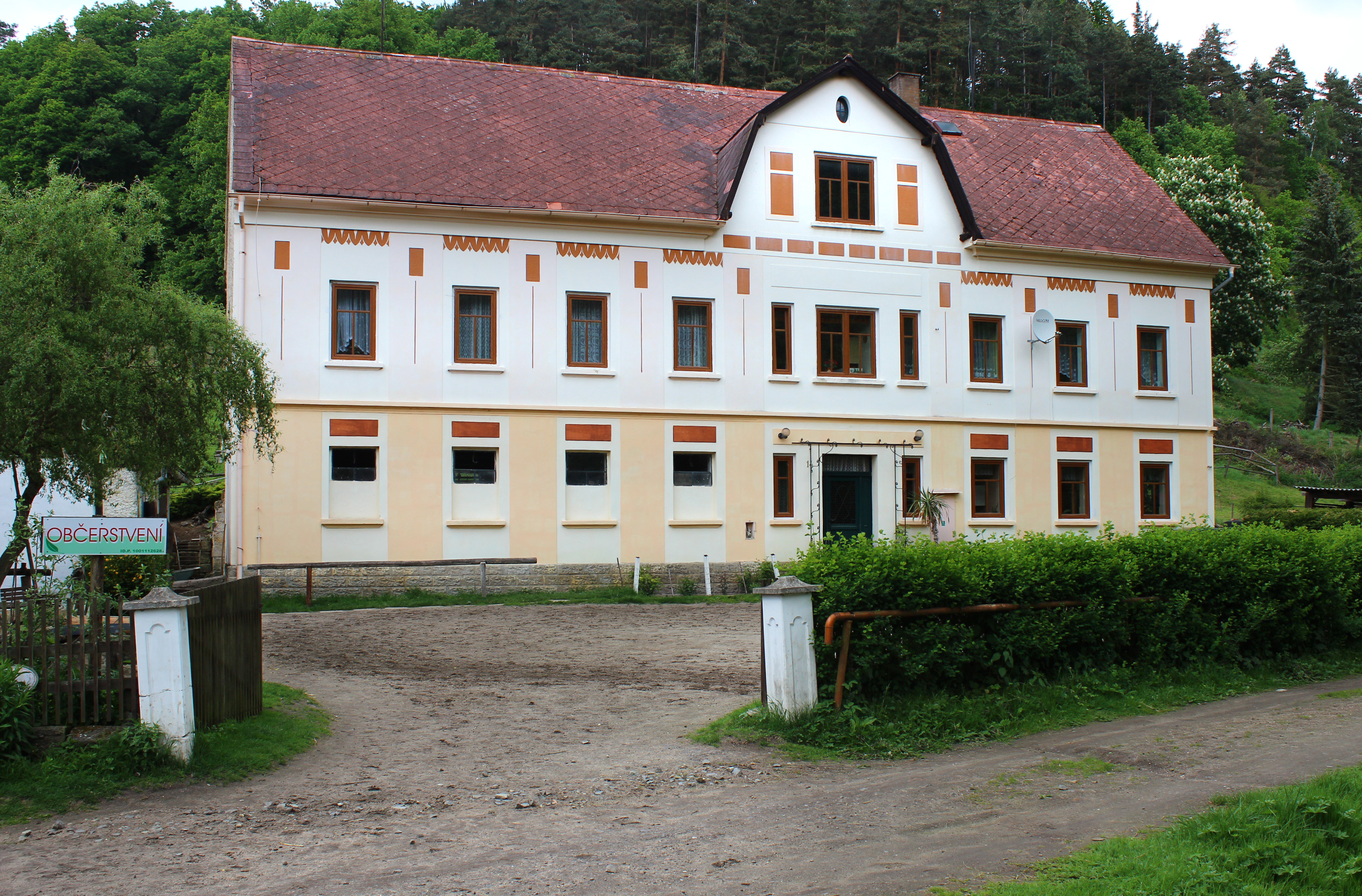
Bývalý hotel
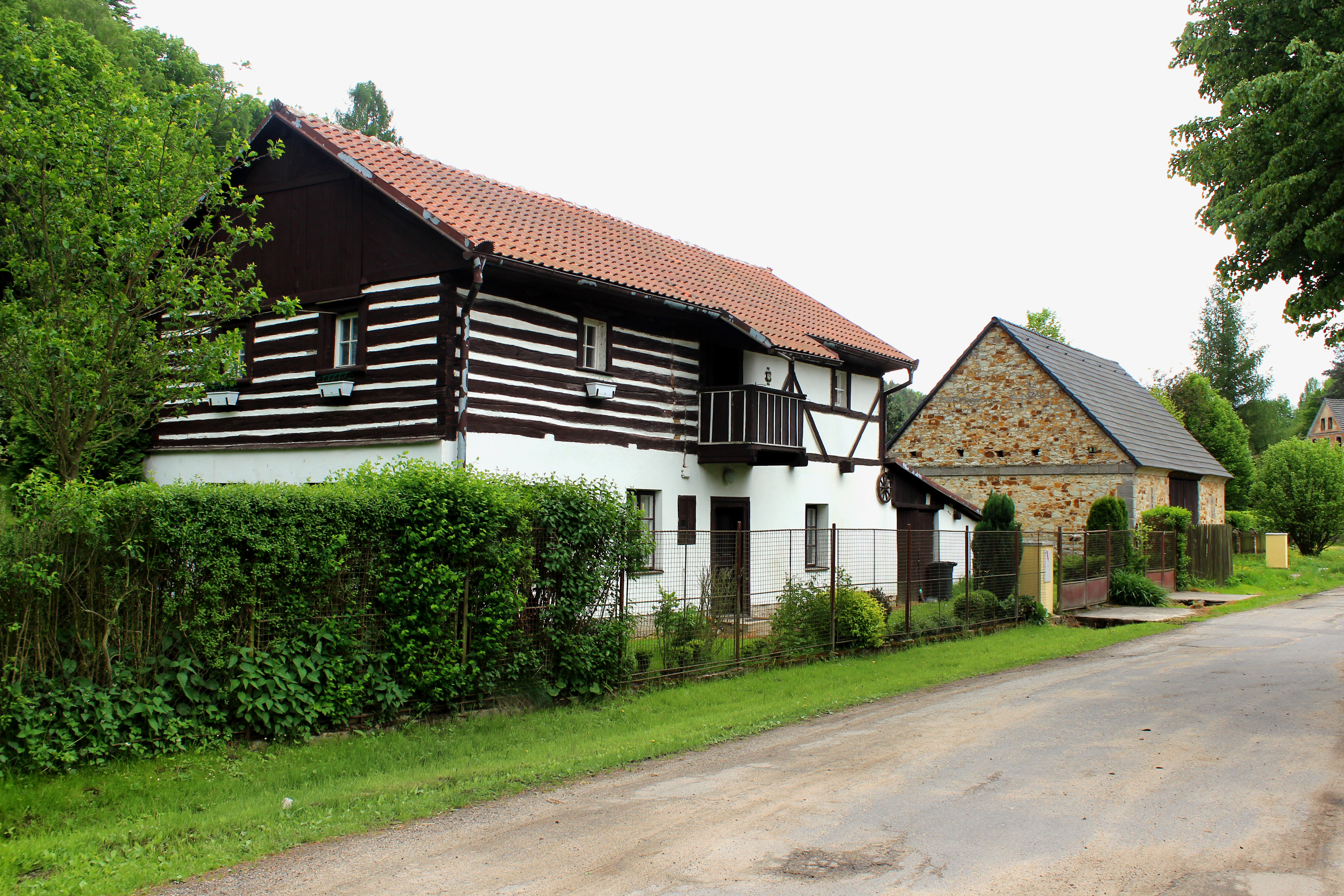
Střed vesnice
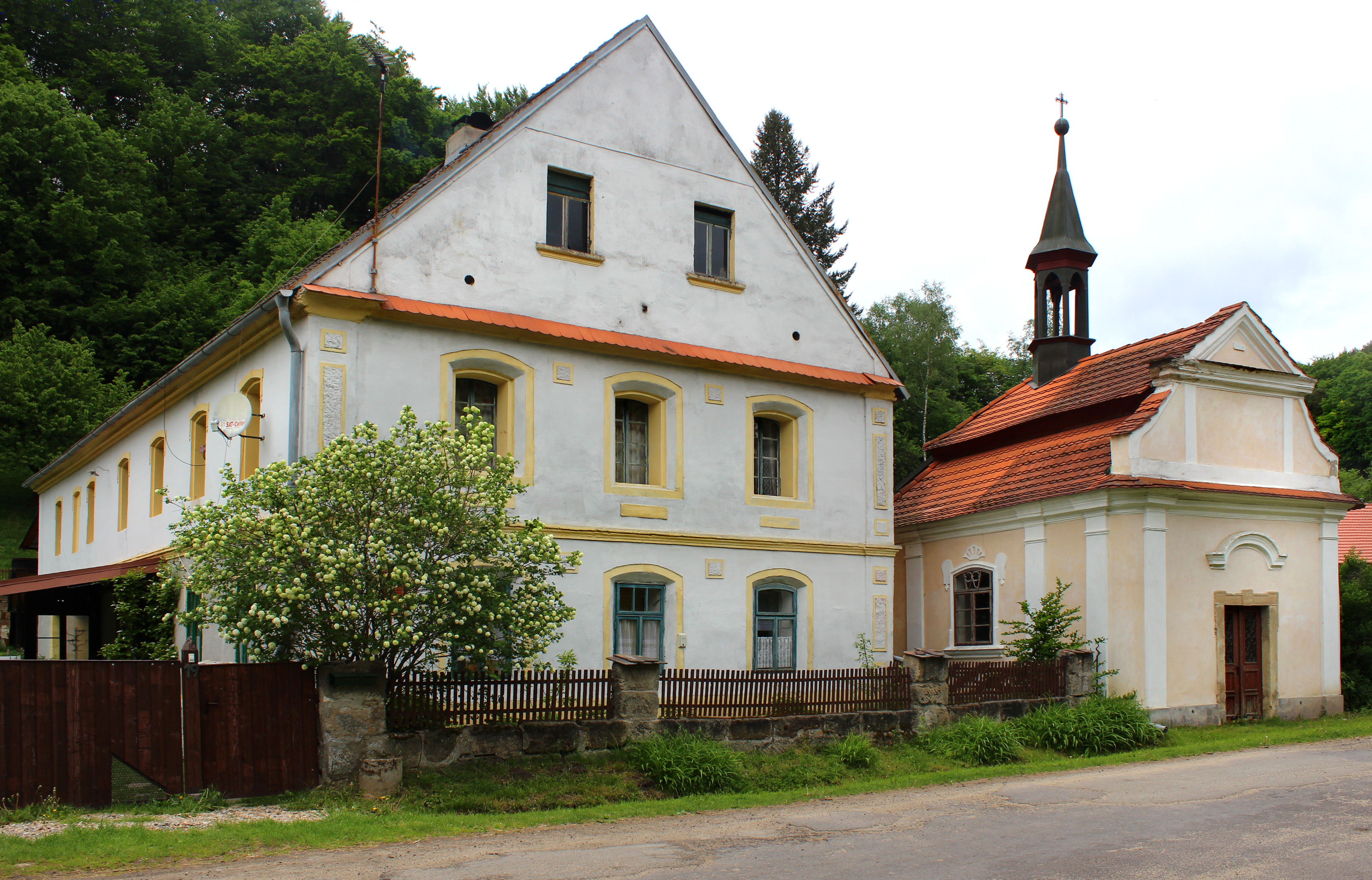
Kaplička l.p. 1799